# Relazioni internazionali di Israele
Le relazioni internazionali di Israele sono quell'insieme di rapporti diplomatici ed economici intrattenuti da tale Stato con il resto del mondo. Israele è entrato a far parte dell'Organizzazione delle Nazioni Unite a partire dall'11 maggio del 1949; a tutto marzo del 2017 mantiene legami diplomatici con un totale complessivo di 159 paesi. Inoltre mantiene relazioni diplomatiche e confini aperti con due dei suoi vicini arabi, l'Egitto e la Giordania, dopo aver firmato il relativo trattato internazionale: rispettivamente il trattato di pace israelo-egiziano del 1979 e il trattato di pace israelo-giordano del 1994.
Anche la stretta amicizia con gli Stati Uniti d'America è stata per decenni una delle principali chiavi di volta della politica di Israele. A partire dalla dichiarazione d'indipendenza israeliana nel 1948 fino alla Rivoluzione iraniana e alla caduta della dinastia Pahlavi nel 1979, Israele e Iran mantennero dei forti legami bilaterali; questi fu il secondo paese a maggioranza musulmana a riconoscere Israele come nazione sovrana subito dopo la Turchia.
Verso la metà del XX secolo Israele gestiva vasti programmi di aiuto e istruzione in Africa, inviando esperti in agricoltura e ricerca, gestione delle risorse umane e delle risorse idriche oltre alla cooperazione e innovazione nel campo dell'assistenza sanitaria. La Cina è uno dei pochi paesi al mondo a mantenere relazioni attive sia con Israele che con il mondo islamico in generale, rimanendo pertanto una base fondamentale nella politica estera dello Stato ebraico a causa della sua influenza globale la quale ben si integra con il pragmatico management dell'economia di Israele, la stabilità politica che più gli è propria, così come la sua importanza strategica regionale in Medio Oriente.

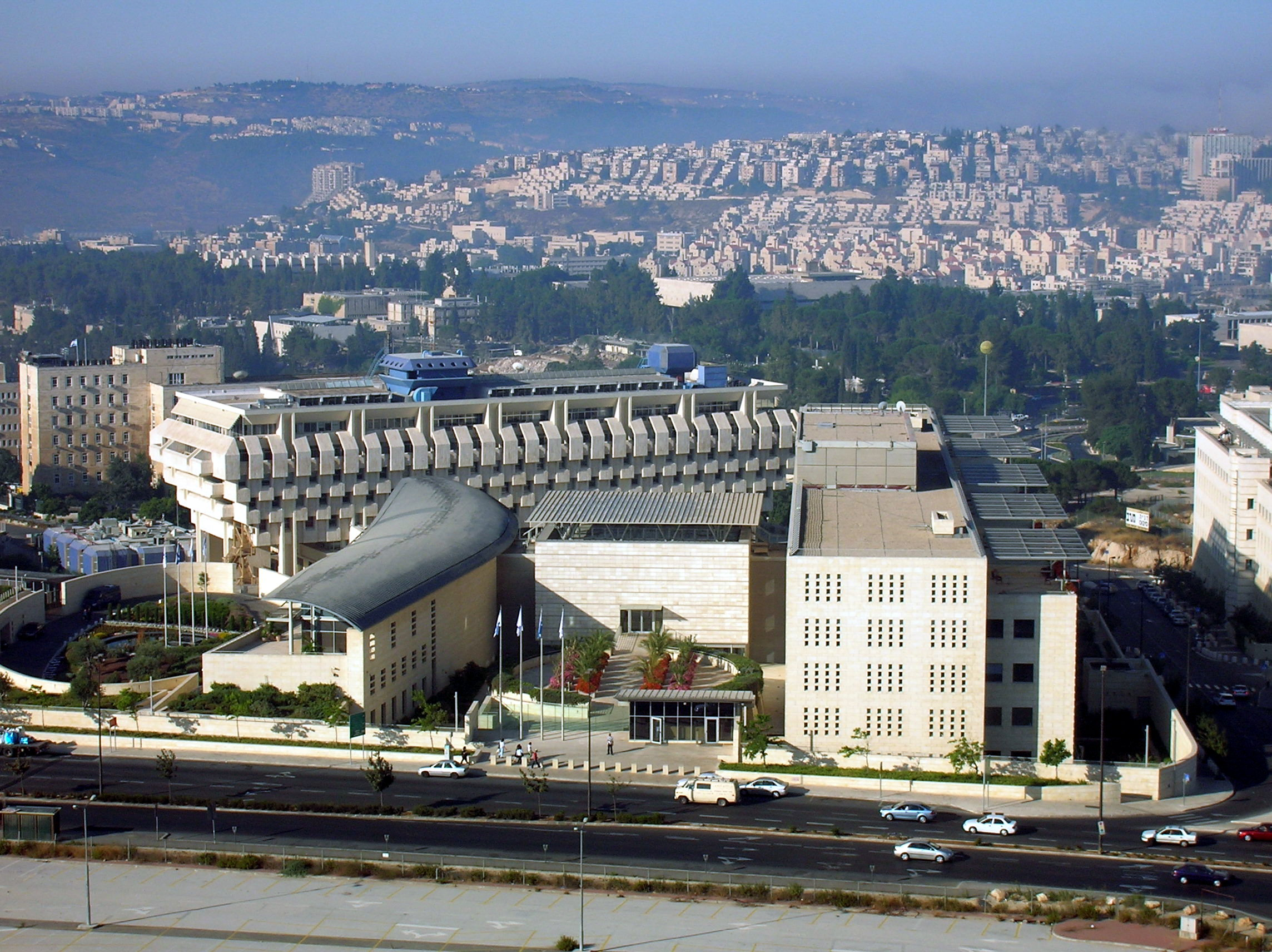
L'edificio del Ministero degli affari esteri a Gerusalemme.

Durante i primi anni 2000 il ministero degli affari esteri aveva avvertito che la crescente influenza dell'Unione europea avrebbe con molta probabilità contribuito ad isolare sempre più Israele dagli affari globali. Sulla scia di una serie di controversie diplomatiche con la Turchia e l'ascesa dei Fratelli Musulmani in Egitto nel 2011, esso ha avuto relazioni sempre più ostili con questi paesi per alcuni anni prima che le cose riprendessero a migliorare.
Nel prosieguo di quello stesso periodo le relazioni israeliane con molte nazioni in Europa, tra cui Grecia e Cipro nel contesto del "triangolo energetico" e in Asia - tra cui Cina e India - sono state notevolmente migliorate, in gran parte grazie alla crescita economica israeliana nell'alta tecnologia. I legami con l'Egitto sono migliorati da quando i "Fratelli Musulmani" sono stati rimossi dal potere, mentre quelli con la Turchia sono stati irregolari dopo il loro nadir nel 2010, ma costantemente meno tesi a partire da allora.

## Appartenenza a organizzazioni internazionali

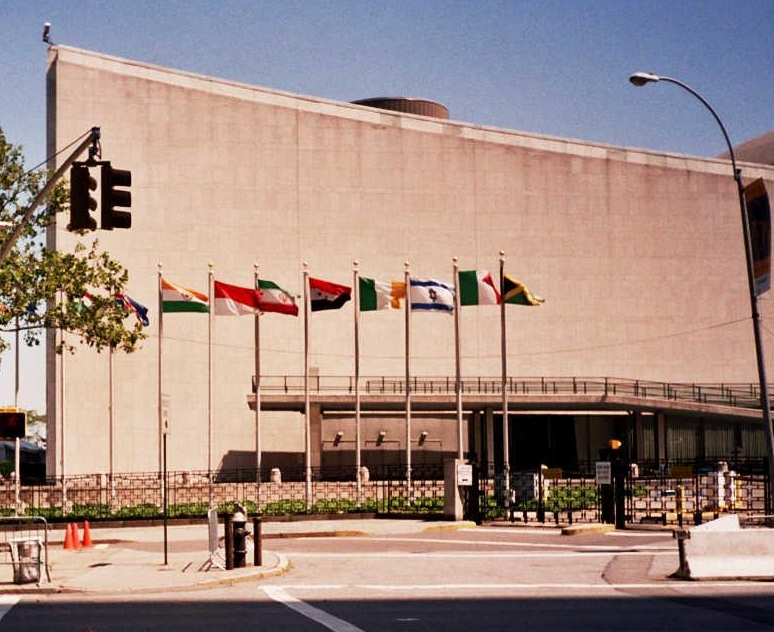
La bandiera di Israele davanti all'Ufficio delle Nazioni Unite a New York.

La prima organizzazione internazionale alla quale si unì il governo di Israele fu il Consiglio internazionale dei cereali (IGC) istituito come parte del Point Four Program all'inizio del 1949; a partire dall'11 maggio del 1949 lo Stato di Israele è divenuto uno dei membri effettivi dell'Organizzazione delle Nazioni Unite.
Israele è membro di numerose agenzie all'interno delle Nazioni Unite, tra cui l'UNESCO, l'Ufficio dell'Alto commissariato delle Nazioni Unite per i rifugiati (UNHCR) e l'Organizzazione delle Nazioni Unite per l'alimentazione e l'agricoltura (FAO); partecipa anche ad altre organizzazioni internazionali quali l'Agenzia internazionale per l'energia atomica (AIEA) e l'Organizzazione mondiale della sanità (OMS).
All'interno dell'UNESCO Israele è membro di numerosi programmi e organizzazioni internazionali. Nell'area della scienza è membro attivo del Programma sull'uomo e la biosfera (MAB), della Commissione oceanografica intergovernativa (IOC), del Programma internazionale idrologico (IHP), del Centro internazionale per la luce di sincrotrone per applicazioni scientifiche sperimentali nel Medio Oriente (SESAME) e dell'International Geoscience Program (IGCP).
Altre organizzazioni degne di nota di cui Israele è un membro attivo includono il movimento Education For All (EFA), l'UNESCO-CEPES, il Comitato del patrimonio mondiale (WHC), il Centro internazionale di studi per la conservazione ed il restauro dei beni culturali (ICCROM) e l'International Council on Monuments and Sites (ICOMOS). Le relazioni sono condotte attraverso la Commissione nazionale israeliana per l'UNESCO.
Israele ha aderito ai programmi quadro dell'Unione europea per la ricerca e lo sviluppo tecnologico CASPAR (PQ) nel 1994 ed è membro del CERN, dell'European Molecular Biology Organization (EMBO) e dell'European Molecular Biology Laboratory (EMBL). È infine anche membro della Banca dei regolamenti internazionali (BIS) dal 2003.
Il 10 maggio del 2010 Israele è stato invitato a far parte dell'Organizzazione per la cooperazione e lo sviluppo economico (OCSE); è inoltre membro del forum del Dialogo Mediterraneo dell'Organizzazione del Trattato dell'Atlantico del Nord. Nel 2014 è entrato a far parte del Club di Parigi.

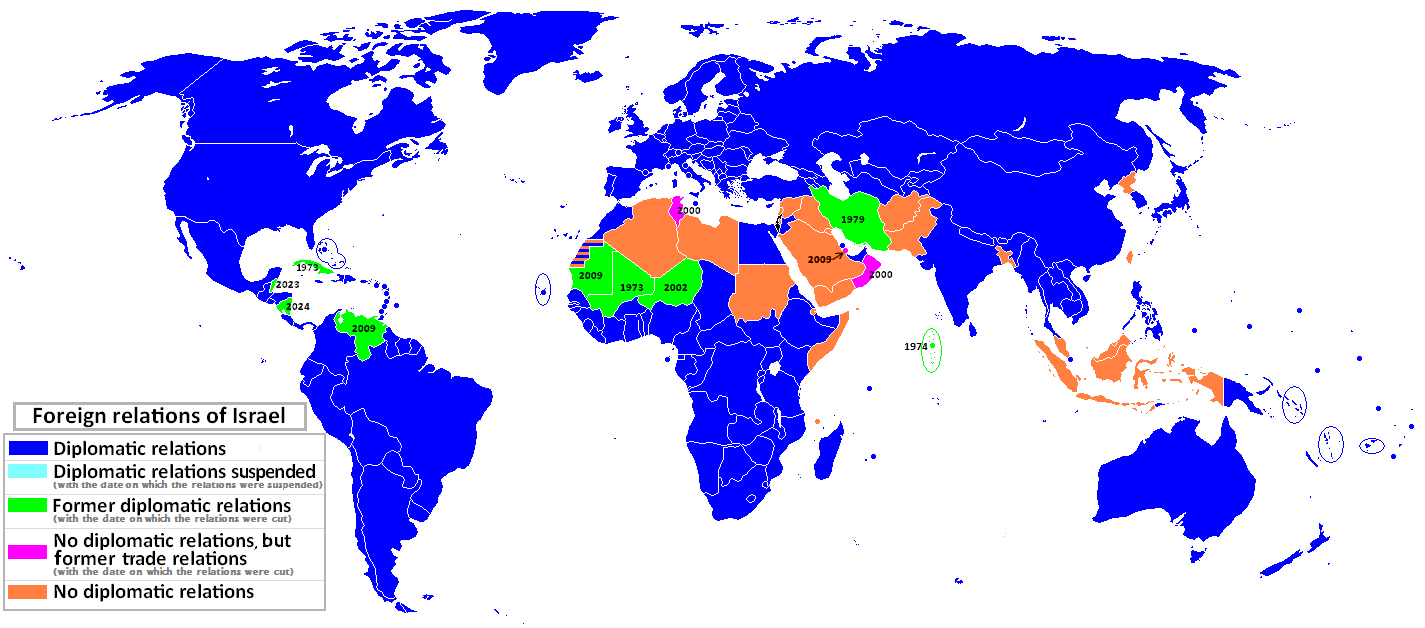
Mappa che mostra lo stato delle relazioni diplomatiche di Israele.

## Relazioni diplomatiche
Dopo la fondazione del nuovo Stato-nazione con la Dichiarazione d'indipendenza israeliana avvenuta il 14 maggio del 1948, venne sottoposto al boicottaggio della Lega araba contro Israele la quale tentò di isolarlo diplomaticamente; ha rapporti diplomatici con 157 degli altri 192 Stati membri delle Nazioni Unite, nonché con la Santa Sede (la Città del Vaticano) e l'Unione europea. Alcuni Paesi pur riconoscendolo come Stato legittimo, non hanno relazioni diplomatiche stabili.
Diversi paesi hanno avuto relazioni diplomatiche in passato, ma successivamente le hanno rotte o sospese (ciò riguarda la Bolivia, Cuba e Venezuela in America Latina; la Mauritania nella Lega araba; il Ciad, il Mali e il Niger nell'Africa non araba e l'Iran fino alla Rivoluzione iraniana islamista). Alcuni di questi paesi hanno in seguito ripreso le relazioni reciproche.
Inoltre, un certo numero di paesi (tutti membri della Lega araba) che un tempo avevano legami economici formali (in primo luogo uffici commerciali) i quali però non soddisfacevano le piene relazioni diplomatiche, hanno reciso tali legami (questo vale per il Bahrein, l'Oman, il Qatar e la Tunisia).

### Nessun riconoscimento o relazioni diplomatiche
Stati membri dell'ONU
Un totale di 30 stati membri delle Nazioni Unite non riconoscono o in genere / parzialmente non intrattengono relazioni diplomatiche con lo Stato di Israele: 15 di questi sono nella Lega araba (su 21): Algeria, Comore, Gibuti, Iraq, Kuwait, Libano, Libia, Mauritania, Oman, Qatar, Arabia Saudita, Somalia, Siria, Tunisia e Yemen.
Altri 10 membri appartengono all'Organizzazione della cooperazione islamica: Afghanistan, Bangladesh, Brunei, Indonesia, Iran, Malaysia, Maldive, Mali, Niger e Pakistan, più Venezuela, Cuba e Corea del Nord. Alcuni di questi accettano comunque il passaporto israeliano e riconoscono altri indici della sovranità nazionale.
Dopo la risposta israeliana agli attentati del 7 ottobre da parte di Hamas, anche il Belize e la Bolivia hanno interrotto le relazioni con lo Stato ebraico.
Quelli che seguono sono gli Stati membri delle Nazioni Unite con i quali Israele non intrattiene relazioni diplomatiche (periodo delle precedenti relazioni contrassegnate tra parentesi):

#### Africa
- Algeria[26][27]
- Comore
- Gibuti
- Libia[26][28]
- Mali (1960-1973)
- Mauritania (2000-2009)[29]
- Niger (1960-1973, 1996-2002)
- Somalia[26][30][31][32]
- Tunisia (1996-2000)

#### America
- Belize (1985-2023)[24]
- Bolivia (1956-2009, 2019-2023)[33]
- Colombia (1960-2024)
- Cuba (1950-1973)[34][35]
- Venezuela (1950-2009)[36]

#### Asia
- Afghanistan[26][37]
- Arabia Saudita[26][34]
- Bangladesh[26][38]
- Brunei[26]
- Corea del Nord[26][35][39]
- Indonesia[26][34][38][40]
- Iran (1948-1951, 1953-1979)[26][41]
- Iraq[26][42]
- Kuwait[26][34]
- Libano[26][34]
- Maldive (1965-1974)
- Malaysia[26][34]
- Oman (1996-2000)
- Pakistan[26][34]
- Qatar (1996-2009)[29]
- Siria[26][34][43]
- Yemen[26][34]

#### Non membri dell'ONU
- Taiwan[44]
- Ordine di Malta

#### Stati a riconoscimento limitato
- Abcasia
- Cipro del Nord
- Sahara Occidentale[26]
- Somaliland
- Ossezia del Sud
- Transnistria

### Riconoscimento parziale
Le Comore non intrattengono legami diplomatici ufficiali, ma nonostante ciò i due Paesi si impegnano in scambi reciproci.
I cittadini israeliani sono ammessi in Corea del Nord con il passaporto israeliano ma, come accade anche per molti altri visitatori stranieri, viene chiesto loro di depositarlo presso le autorità locali e di utilizzare al suo posto documenti provvisori appositamente emessi per i turisti.

## Nordafrica e Medio Oriente
A partire dal 1º ottobre del 1994 gli Stati del Golfo Persico hanno annunciato il loro sostegno ad una revisione del boicottaggio globale arabo, abolendo così i boicottaggi contro Israele sia secondari che terziari.

### Algeria
A metà degli anni 1990, mentre Israele e gli Stati del Nordafrica avviavano lentamente le relazioni diplomatiche, l'Algeria rimase uno degli ultimi paesi a prendere in considerazione una tale mossa; ciò accadde solo quando il primo ministro di Israele Ehud Barak incontrò il presidente dell'Algeria Abdelaziz Bouteflika al rito funebre del sovrano Hasan II del Marocco celebrato il 25 luglio del 1999, occasione in cui furono espressi dei commenti sul tentativo di riavvicinamento.
Algeria e Israele non intrattengono ancora relazioni diplomatiche stabili.

### Arabia Saudita
Nel 2005 l'Arabia Saudita ha annunciato la fine del suo divieto sui beni e servizi israeliani, principalmente a causa della sua applicazione all'Organizzazione mondiale del commercio, in cui un paese membro non può avere un divieto totale su un altro; tuttavia, ad agosto del 2006, il boicottaggio saudita non è stato cancellato.
Negli ultimi anni l'Arabia Saudita ha cambiato il suo punto di vista sulla validità dei negoziati con Israele; ne chiede difatti il ritiro dal territorio occupato nel giugno 1967 dopo la guerra dei sei giorni (Cisgiordania e Striscia di Gaza) per ottenere la pace con gli Stati del mondo arabo.

L'allora principe ereditario Abdullah ha esteso una proposta di pace multilaterale basata sul ritiro nel 2002; a quel tempo Israele non ha però risposto all'offerta. Nel 2007 ha nuovamente sostenuto ufficialmente una risoluzione del conflitto arabo-israeliano che ha sostenuto il pieno diritto dei rifugiati palestinesi a trasferirsi in Israele, generando ulteriori reazioni ufficiali negative da parte delle autorità israeliane.

### Bahrein
Nel 2011, tra la sollevazione della primavera araba, i file di WikiLeaks pubblicati su Haaretz hanno rivelato alcune delle relazioni esistenti ma tenute segrete tra il Bahrein e i funzionari israeliani; in un incontro con l'ambasciatore degli Stati Uniti d'America tenutosi nel febbraio del 2005 il reale Hamad bin Isa Al Khalifa si era vantato di avere contatti con l'agenzia di intelligence nazionale israeliana, il Mossad.
Ha indicato quindi che il suo paese sarebbe stato pronto a sviluppare delle relazioni anche in altri campi; secondo quanto riferito il sovrano ha dato ordini che le dichiarazioni ufficiali non usassero più frasi come "nemico" e "entità sionista" quando si fossero riferite a Israele. Tuttavia rifiutò l'idea di avere relazioni commerciali, dicendo che era ancora "troppo presto" e che tutto ciò sarebbe stato rinviato fino alla creazione di un indipendente e sovrano Stato di Palestina.
Nell'ambito dei cosiddetti "Accordi di Abramo", siglati con la mediazione degli Stati Uniti nel 2020, si è avuta una svolta con la firma dell'accordo di pace e per la normalizzazione delle relazioni diplomatiche il 15 settembre 2020 alla Casa Bianca.

### Egitto
Israele ha avuto relazioni diplomatiche complete con l'Egitto a partire dalla firma del trattato di pace israelo-egiziano del 1979.
Secondo un sondaggio d'opinione proposto dal governo dell'Egitto nel 2006 su 1.000 connazionali (contattati al momento della guerra del Libano (2006)), il 92% degli intervistati considera Israele una nazione nemica. Dall'altro lato gli accordi di Camp David del 1978 furono sostenuti dall'85% degli israeliani, questo secondo un sondaggio del 2001 condotto dal "Centro di studi strategici di Giaffa".
L'Egitto ha mediato diverse intese non ufficiali di cessate il fuoco tra Israele e palestinesi.

### Emirati Arabi Uniti
Dopo l'assassinio di Mahmoud Al-Mabhouh nel 2010 da parte di Israele, gli Emirati Arabi Uniti hanno annunciato che i viaggiatori in transito sospettati di essere israeliani non sarebbero più stati ammessi anche se fossero in possesso di un altro passaporto straniero.
Gli Emirati non riconoscono la legittimità di Israele ad esistere come Stato e i due paesi non hanno pertanto alcuna relazione né diplomatica né economica; più recentemente (nel 2015) i rapporti sono in parte migliorati nella misura in cui Israele ha deciso di aprire un proprio ufficio ad Abu Dhabi, anche se solo come una missione per l'Agenzia internazionale per le energie rinnovabili.
Una svolta si è avuta con i cosiddetti "accordi di Abramo", siglati con la mediazione degli Stati Uniti nel 2020, prima in forma di una dichiarazione congiunta (13 agosto), poi seguita da un accordo di pace e per la normalizzazione delle relazioni diplomatiche firmato il 15 settembre 2020 alla Casa Bianca.
Il 29 giugno il ministro degli esteri israeliano, Yair Lapid, è arrivato negli Emirati Arabi Uniti per inaugurare l'ambasciata di Israele.

### Giordania
Israele ha pieni rapporti diplomatici di pace con la Giordania sin dalla firma del trattato di pace israelo-giordano nel 1994, ma le relazioni rimangono in ogni caso un po' tese.

### Kuwait
Le relazioni tra Israele e Kuwait sono generalmente ostili, principalmente a causa del conflitto arabo-israeliano. Il Kuwait non riconosce Israele e rifiuta l'ingresso a chiunque abbia un passaporto israeliano o suoi documenti di viaggio. Come molti altri paesi del mondo arabo si oppone a qualsiasi forma di normalizzazione dei legami. 

### Iran
Le relazioni tra Israele e Iran si sono alternate a strette alleanze politiche tra i due Stati durante l'era della dinastia Pahlavi fino a giungere all'ostilità più accesa dopo l'ascesa al potere dell'Ayatollah Ruhollah Khomeyni nel 1979.
Benché l'Iran sia stato il secondo paese a maggioranza musulmana a riconoscere Israele, i due stati non intrattengono attualmente relazioni diplomatiche a causa del ritiro dell'Iran dal riconoscimento di Israele. Le autorità iraniane post-1979 evitano di riferirsi a Israele con il suo nome e usano invece i termini "il regime sionista" o "Palestina occupata". Il passaporto iraniano reca un'iscrizione che dice: Al portatore di questo passaporto è vietato recarsi nella Palestina occupata.

A causa della recente retorica bellica intercorsa con lo sviluppo della tecnologia nucleare e il finanziamento dei gruppi di Hamas e Hezbollah le tensioni sono aumentate drammaticamente, soprattutto dopo l'elezione del fautore della cosiddetta "linea dura" Mahmud Ahmadinejad nel 2005. I commenti fatti dal presidente dell'Iran furono quindi percepiti da Israele come una minaccia di distruzione.
Una vasta popolazione di ebrei iraniani risiede in Terra di Israele, tra cui l'ex presidente di Israele Moshe Katsav, l'ex ministro della difesa Shaul Mofaz e l'ex capo dello staff Dan Halutz.

### Iraq
In seguito all'invasione dell'Iraq guidata dagli angloamericani nel 2003 gli agenti diplomatici hanno discusso della possibilità di migliorare le relazioni bilaterali; tuttavia il primo ministro dell'Iraq Iyad Allawi ha affermato nel 2004 che il suo paese non avrebbe stabilito alcun legame ufficiale.

### Libano
Israele e Libano sono stati in guerra quattro volte, i rapporti sono da sempre segnati da scontri armati, non intrattengono alcuna relazione.

### Marocco
Nonostante il Marocco in passato non abbia riconosciuto la legittimità dello Stato di Israele, i due paesi hanno mantenuto relazioni diplomatiche segrete, facilitate anche dal re marocchino Hassan II. Il passaporto israeliano è accettato in Marocco, correlato da un visto. Il 10 dicembre 2020 il Marocco e Israele hanno accettato di stabilire relazioni diplomatiche ufficiali.
Il turismo israeliano in Marocco viene incoraggiato dalla "Federazione Mondiale degli ebrei marocchini", un'organizzazione ebraica privata non governativa; essendo stata presente per secoli in Marocco una copiosa minoranza ebraica, ci sono molti legami culturali con Israele.

### Qatar
Il Qatar e Israele non intrattengono alcuna relazione diplomatica, sebbene abbiano mantenuto relazioni economiche tra il 1996 e il 2000; è inoltre uno dei più importanti sostenitori finanziari del gruppo del fondamentalismo palestinese sunnita di Hamas.

### Siria
I rapporti della Siria con Israele rimangono molto scarsi e poveri di prospettive future, a causa soprattutto degli stretti legami intrattenuti dalla prima con il gruppo militante anti-israeliano Hezbollah e la Repubblica Islamica dell'Iran.
A partire dal 2004 la Siria ha accettato l'importazione di mele dagli agricoltori delle alture del Golan, territorio che sostiene, attraverso il passaggio di frontiera di Quneitra. Questo è stato il risultato del continuo rifiuto israeliano di accettare le mele del Golan (riferito come a causa dell'eccesso di offerta), che ha portato gli agricoltori a chiedere al governo della Siria di accettare i loro prodotti prima che venissero rovinati, il tutto per prevenirne il collasso economico.
Nel 2010 circa 10.000 tonnellate di mele coltivate dai contadini drusi sono state inviate oltreconfine.

### Tunisia
Le relazioni Israele-Tunisia si riferiscono alle relazioni bilaterali tra Israele e Tunisia. I due Stati non hanno alcun rapporto diplomatico ufficiale, con la Tunisia che fa parte del boicottaggio di Israele della Lega araba e ufficialmente non riconosce lo Stato di Israele. La Tunisia rifiuta l'ingresso a qualsiasi persona in possesso di un passaporto israeliano o di qualsiasi altro passaporto che abbia un visto israeliano.

### Turchia
La Turchia fu il primo paese a maggioranza musulmana a riconoscere Israele.

### Yemen
Non esiste alcuna relazione diplomatica e i reciproci rapporti rimangono sempre molto tesi; le persone con passaporto israeliano o anche solo con il timbro di visto d'ingresso israeliano sul proprio passaporto non possono entrare nello Yemen il quale da parte sua viene definito come uno "Stato nemico" dalla legge israeliana.

## Africa subsahariana
Israele mantiene stabili relazioni diplomatiche con 41 dei 44 Stati dell'Africa subsahariana che non fanno parte della Lega araba, compresi tra questi anche alcuni a maggioranza musulmana.

### Sudan
Nel 2023 i due paesi hanno avviato un processo di normalizzazione per poter stabilire relazioni diplomatiche ufficiali.

## Asia
Oltre che con la Turchia Israele intrattiene relazioni diplomatiche con altri 6 Stati del mondo islamico non facenti parte però del mondo arabo in Asia: Kazakistan, Kirghizistan, Maldive, Tagikistan, Turkmenistan e Uzbekistan.

### Afghanistan
Pur non avendo mai riconosciuto Israele, in un'occasione le autorità dell'Afghanistan dichiararono che potrebbero instaurare rapporti diplomatici con Israele se esso concedesse uno stato ai palestinesi.

### Armenia
Nonostante i legami generalmente cordiali tra le due nazioni, le relazioni si sono inasprite dopo che l'Armenia ha ritirato il suo ambasciatore in Israele, a causa del sostegno militare israeliano all'Azerbaigian nella seconda guerra del Nagorno Karabakh.

### Azerbaigian
I due paesi hanno legami abbastanza forti, anche grazie alla copiosa minoranza ebraica presente in Azerbaigian, inoltre Israele sostiene lo Stato turco nel conflitto del Nagorno-Karabakh.

### Bangladesh
Il Bangladesh non ha mai riconosciuto Israele a causa della questione palestinese.
Nonostante l'assenza di canali di comunicazione diretti tra i due paesi avvengono scambi commerciali, soprattutto costituito dalle importazioni bengalesi di tecnologie militari israeliane; inoltre nel 2021 è stata rimossa dal passaporto bengalese la dicitura "valido per tutti i paesi, tranne Israele".

### Cina
Il 9 gennaio del 1950 il governo di Israele estese il proprio riconoscimento anche alla Repubblica Popolare Cinese, sebbene le relazioni diplomatiche bilaterali non furono ufficialmente stabilite prima del gennaio 1992.
Da quel momento in poi i due Paesi hanno sviluppato legami strategici, militari, culturali e tecnologici sempre più stretti tra loro. Israele mantiene un'ambasciata a Pechino e sta progettando di aprire un nuovo consolato a Chengdu, il suo terzo nella Cina continentale. Lo Stato dell'Estremo Oriente è il 3° partner commerciale di Israele a livello globale e il più grande in tutta l'Asia orientale.
Il volume d'affari degli scambi è aumentato da $ 50 milioni nel 1992 a oltre $ 10 miliardi nel 2013. Inoltre la Cina è uno dei pochi Paesi al mondo a mantenere relazioni calde e stabili sia con Israele, con lo Stato di Palestina e con il mondo islamico in generale.

### Corea del Sud
La Corea del Sud e Israele hanno stabilito relazioni diplomatiche nel 1962. Da allora, entrambe le nazioni hanno lavorato per rafforzare i loro legami bilaterali attraverso visite ufficiali, scambi culturali e cooperazione in vari settori. Israele e la Corea del Sud hanno una forte collaborazione economica. Nel 2021, i due paesi hanno firmato un accordo di libero scambio, che è stato il primo per Israele con un paese asiatico. Questo accordo mira a ridurre le tariffe doganali e a facilitare il commercio bilaterale, potenziando settori chiave come l’elettronica, l’automotive, la chimica e i prodotti agricoli.

### India
India e Israele intrattengono una vasta collaborazione in campo strategico e militare.

### Indonesia
L'Indonesia è uno dei più solidi sostenitori della causa palestinese, a causa di ciò non ha mai mostrato interesse a stabilire relazioni diplomatiche con lo Stato ebraico.

### Pakistan
La Repubblica islamica sostiene fortemente la Palestina ed è sempre stata ostile verso lo Stato ebraico.

## America centrale e meridionale

### Cuba
La Repubblica di Cuba riconobbe Israele nel 1950, ma dopo la Rivoluzione cubana i rapporti tra i due paesi si deteriorarono fino alla rottura completa nel 1973, dovuta soprattutto al sostegno di Cuba verso lo Stato palestinese e alla stretta alleanza di Israele con gli Stati Uniti.

### Bolivia
La Bolivia ha reciso due volte i legami con Israele: la prima nel 2009, la seconda nel 2023 durante la guerra tra Hamas e Israele.

### Venezuela
Nel 2009, il presidente Hugo Chávez decise di chiudere le relazioni diplomatiche con Israele in risposta all'operazione Piombo Fuso a Gaza, definendola un atto di aggressione e accusando Israele di violare il diritto internazionale. La decisione di interrompere le relazioni diplomatiche faceva parte della posizione più ampia del Venezuela a sostegno dei palestinesi.